# Římská komuna
Římská komuna (italsky Comune di Roma) byl polo-autonomní městský stát vytvořený v Římě roku 1144 republikánským hnutím na konci protipapežského povstání. Revoluce byla namířena proti stále mocnější světské moci papežů a římské šlechty. Cílem republikánů bylo svrhnout vládu papežů a nahradit ji republikánskou vládou senátu a lidu podle antického vzoru starověké republiky. Republikáni během revolty zvítězili a papež byl se svým dvorem na několik let vypuzen z Říma.

## Historie
V době římského převratu zmítal celou Itálií boj o investituru a s ním související války mezi stoupenci římsko-německého císaře a papeže, guelfy a ghibellini. Do čela byl jmenován povstalecký vůdce Giordano Pierleoni jako „první patricij římské komuny“. Nové vedení města ohlásilo věrnost k císaři a zahájilo jednání s nově zvoleným papežem Luciem II. Komuna požadovala, aby se Lucius vzdal světské moci a ponechal si pouze kněžskou funkci. 
Papež se obrátil na sicilského krále Rogera II. a římskou šlechtu. Nakonec požádal o pomoc i německého krále Konráda III. Štaufského, který ale hrál obojetnou politiku jak s papežem, tak i s komunou (která k němu také vyslala své zástupce). Proto nakonec Lucius II. shromáždil vojsko a vytáhl proti Římu, s několika vojenskými oddíly se mu podařilo zaútočit na Kapitol, což se mu (byl v první řadě) stalo osudným. Po zásahu kamenem do hlavy přestal být schopen velet a 15. února 1145 v klášteře San Gregorio zemřel. Pohřben byl v Lateránské bazilice.
Luciův nástupce Evžen III. musel většinu svého pontifikátu strávit kvůli římské komuně mimo Řím. Dohodl se s vedením komuny na sesazení Pierleoniho roku 1145 a svém návratu o Vánocích, ale v březnu roku 1146 byl nucen Řím opustit. Do čela protipapežského povstání se v roce 1147 postavil reformátor Arnold z Brescie, který zcela zpochybňoval vládu papežů kvůli padělané listině Konstantinova donace. Papež se nakrátko vrátil do Říma v roce 1148 a nového vůdce komuny exkomunikoval.

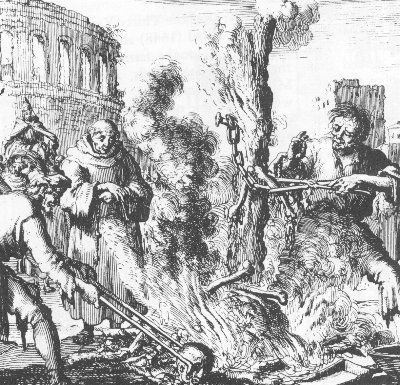
Spálení ostatků Arnolda z Brescie

Od roku 1149 bylo papežské sídlo v Tusculu. Papež Evžen se mohl znovu vrátit do Říma až v roce 1152 a 8. července 1153 umřel. V prosinci 1154 se papežem stal energický Hadrián IV., který se na to obrátil o pomoc ke králi Fridrichu Barbarossovi, aby vytáhl se svou armádou proti komuně. Fridrich papeži přislíbil, že ho znovu dosadí za vládce Říma. Papež poté zlomil odpor římského lidu interdiktem a donutil Římany k tomu, aby Arnolda z města vypudili. 
Arnold byl nucen z Říma odejít a nakonec upadl do rukou Fridricha, který usiloval o císařskou korunovaci v Římě a za slib, že papež korunovaci provede, vydal Arnolda v poutech papežskému legátu. Hadrián IV. poté Fridricha skutečně korunoval (18. 6. 1155) a Arnold byl odsouzen k smrti. Popraven byl v Římě roku 1155 (snad v červnu, přesné datum není jisté); nejdříve byl oběšen, poté bylo jeho mrtvé tělo spáleno na popel a prach vhozen do Tibery.
V roce 1188 se papeži Klementovi III. podařilo na počátku svého pontifikátu zmírnit půlstoletí trvající napětí mezi papežem a občany Říma smlouvou o svornosti. Dohoda umožňovala římským občanům volit soudce a německému císaři udělovalo právo jmenovat prefekta, který pak byl podřízen papeži. V letech 1191–1193 byl počet senátorů radikálně snížen na jednoho a město ovládl jistý Benedetto zvaný „Carus homo“ (carissimo) jako „senátor summus“ a Řím jako první získal městský statut. Poté se Řím znovu octl pod papežskou nadvládou, pouze s tím rozdílem, že městská vláda si ponechala nezávislost jak na vyšší šlechtě, tak na papeži. Tuto nezávislost zrušil roku 1398 papež Martin V. a město bylo znovu podřízeno autoritě papežů.